# Klemens XIII
Klemens XIII (łac. Clemens XIII, właśc. Carlo della Torre Rezzonico; ur. 7 marca 1693 w Wenecji, zm. 2 lutego 1769 w Rzymie) – włoski duchowny katolicki, 248. papież w okresie od 6 lipca 1758 do 2 lutego 1769.

## Życiorys

### Wczesne życie
Pochodził z bogatej rodziny kupieckiej; był synem weneckiego senatora Giovanniego Battisty Rezzonica i Vittorii Barbarigo. Kształcił się początkowo w szkole jezuickiej w Bolonii, następnie na Uniwersytecie w Padwie (gdzie obronił doktorat utroque iure) i w Papieskiej Akademii Dyplomatycznej w Rzymie. Podjął pracę w Kurii Rzymskiej, pełnił szereg funkcji, m.in. referendarza Trybunału Papieskiego Sygnatury Apostolskiej, gubernatora kilku prowincji (1716 Rieti, 1721 Fano), relatora Kongregacji Świętej Konsulty, audytora Roty Rzymskiej ds. Wenecji. 23 grudnia 1731 przyjął święcenia kapłańskie. 20 grudnia 1737 Klemens XII wyniósł go do godności kardynalskiej, z tytułem diakona San Nicola in Carcere. W latach 1739 do 1743 pełnił funkcję prefekta ds. ekonomicznych Kongregacji Rozkrzewiania Wiary. Wziął udział w konklawe 1740, na którym wybrano na papieża Prospera Lambertiniego. Nowy papież mianował ks. Rezzonica wizytatorem apostolskim bazyliki św. Piotra (grudzień 1740), a w marcu 1743 wybrał go na biskupa Padwy i osobiście udzielił sakry biskupiej 19 marca 1743. W 1747 podniesiono jego rangę kardynalską, został kardynałem prezbiterem S. Maria in Aracoeli (w 1755 prezbiterem S. Marco). Był członkiem Kongregacji ds. Wizytacji Apostolskich, Kongregacji Rozkrzewiania Wiary, Kongregacji ds. Biskupów i Zakonników, Kongregacji ds. Soboru Trydenckiego, Kongregacji ds. Dyscypliny Zakonnej, Kongregacji ds. Tybru, Świętej Konsulty, Fabryki Świętego Piotra oraz Trybunału Apostolskiej Sygnatury Łaski.

### Wybór na papieża
Na konklawe 1758 zwołanym po śmierci Benedykta XIV początkowo wybrano na papieża kardynała Cavalchiniego, jednak wobec tej kandydatury weto zgłosili przedstawiciele Francji. Konklawe przedłużyło się do 53 dni, ostatecznie wybrano kardynała Rezzonica 6 lipca 1758. 16 lipca 1758 nowy papież, który przyjął imię Klemensa XIII, został koronowany.

### Pontyfikat
Ponad 10-letni pontyfikat zdominowała sprawa zakonu jezuitów. Papież wykazywał jednak pewne niezdecydowanie w działaniu i podlegał presji sekretarza stanu Luigiego Torregianiego. Pewne kroki przeciwko zakonowi podjął już Benedykt XIV i mocarstwa europejskie spodziewały się kontynuacji jego polityki. Autokratyczne działania portugalskiego pierwszego ministra, markiza de Pombala doprowadziły do oskarżeń wobec jezuitów o handel, podżeganie do buntów i udział w spisku na życie króla. Z tego powodu, Pombal skonfiskował majątek zakonu, a członków wygnał do Państwa Kościelnego. Klemens XIII nie podzielał jednak poglądów poprzednika, przyjmował w Rzymie wygnanych jezuitów zarówno z Portugalii, jak i Hiszpanii i Francji. Doprowadziło to do zerwania stosunków dyplomatycznych z Portugalią, gdzie zrodził się pomysł kasaty zakonu. Wkrótce potem podobne nastroje objawiły się we Francji – 1 grudnia 1764 Ludwik XV rozwiązał Towarzystwo Jezusowe. Papież wydał 7 stycznia 1767 bullę Apostolicum pascendi munus, w której zawarł pochwałę jezuitów oraz stwierdził, że atak na zakon jest równoznaczny z atakiem na Kościół. Nie powstrzymało to dalszych działań antyjezuickich, tym razem w Hiszpanii, Neapolu, Sycylii i Parmie; wreszcie Francja zajęła część enklaw państwa papieskiego, Awinion i Venaissin. Klemens XIII szukał rozwiązania w zwołaniu narady kardynałów, zmarł jednak na dzień przed zebraniem konsystorza. Zakon jezuitów został skasowany przez jego następcę, Klemensa XIV. 
Papież Klemens XIII zaniepokojony popieraniem przez Rosję konfederacji: radomskiej, słuckiej i toruńskiej i zagrożeniem praw Kościoła katolickiego w Rzeczypospolitej Obojga Narodów powołał w połowie 1767 roku Kongregację do Spraw Polskich.
Obok problemu zakonu jezuitów papież zmagał się z rozwijającym się w Niemczech ruchem febronianizmu, którego przywódcy domagali się ograniczenia władzy papieskiej. Klemens XIII występował przeciwko niektórym prądom oświeceniowym, umieszczając m.in. dzieła Rousseau na indeksie ksiąg zakazanych. Wydał także specjalną encyklikę (1766), w której potępił wszystkie publikacje sprzeczne z doktryną katolicką. Nakazał zamalowanie fragmentów dzieł sztuki przedstawiających nagość w kaplicy Sykstyńskiej.
Kanonizował profesora Akademii Krakowskiej, Jana z Kęt (16 lipca 1767) oraz współzałożycielkę zgromadzenia wizytek, Joannę de Chantal. W 1765 ustanowił Uroczystość Najświętszego Serca Pana Jezusa.

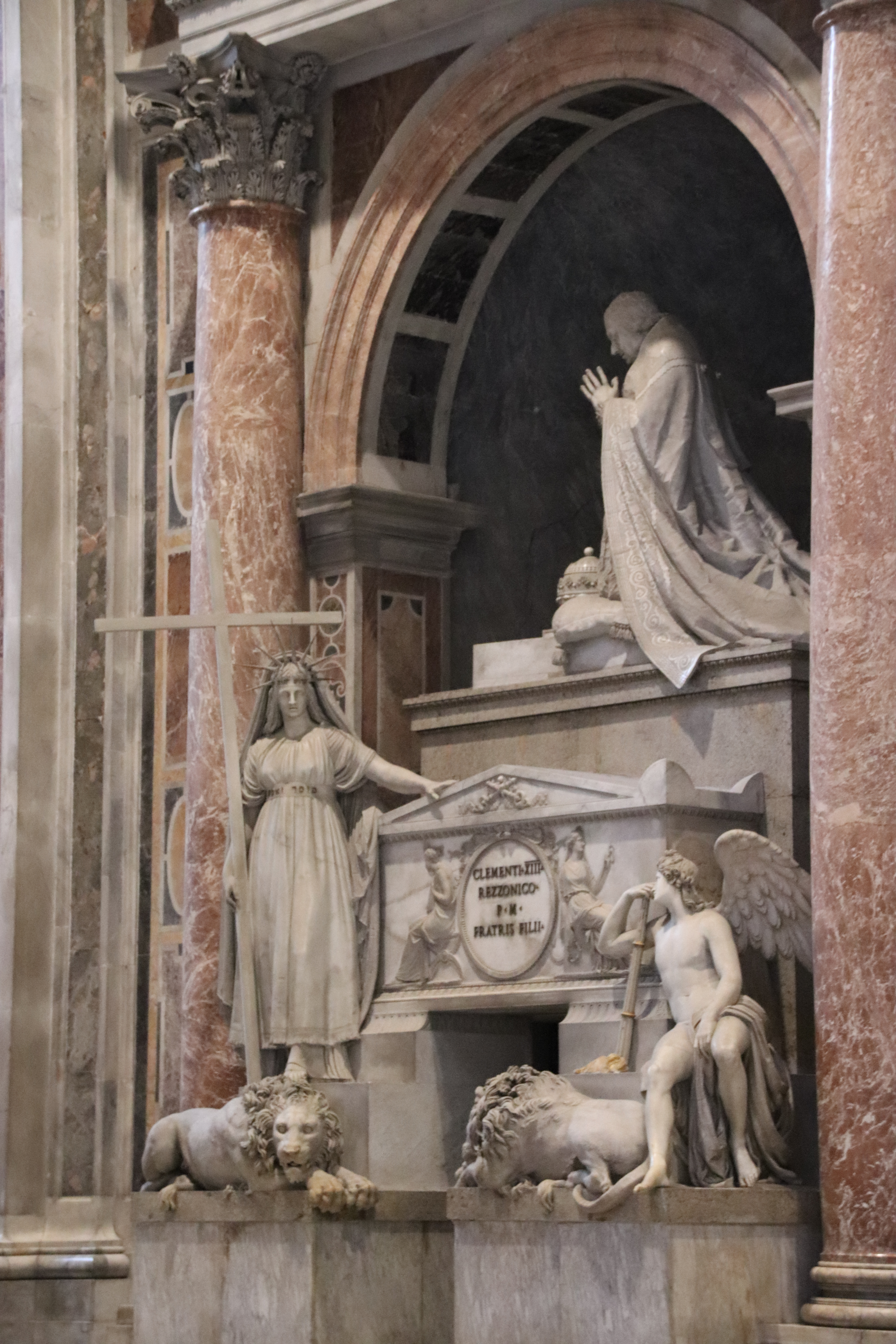
Grób Klemensa XIII w Bazylice Świętego Piotra

Kreował 52 kardynałów na siedmiu konsystorzach. Zmarł w wyniku apopleksji.